# Vasallos del Reino de Jerusalén

Escudo de Armas del Reino de Jerusalén.

El Reino de Jerusalén fue un Estado Cruzado creado en 1099 y dividido en pequeños señoríos.

## Introducción

El reino en 1187, con sus feudos.

Según Juan de Ibelín, jurista del siglo XIII, cuatro eran los nobles más poderosos del reino:
1. El Conde de Jaffa y Ascalón
2. El Príncipe de Galilea
3. El Señor de Sidón
4. El Señor de Transjordania

Esta división, que olvida a unos cuantos señoríos, puede tratarse de una creación artificial del siglo XIII, ya que el poder de los diversos nobles fluctuó mucho durante el apogeo del reino en el siglo XII.
También había una serie de señoríos independientes, y algunas tierras controladas directamente por el rey, como la propia Jerusalén, Acre, o Tiro.
El Señorío de Sidón parece haber sido bastante pequeño, mientras que Galilea se cree que abarcaba un desproporcionado número de señoríos menores, entre ellos, la propia Sidón.

## Estados del Norte
Al norte del Reino de Jerusalén se encontraban otros tres Estados Cruzados:
- El Condado de Edesa
- El Condado de Trípoli
- El Principado de Antioquía

Estos estados eran, nominalmente, independientes del Reino de Jerusalén. El Rey de Jerusalén estaba obligado a actuar como juez en caso de controversias entre estados, o disputas de alto nivel en el mismo estado (como por ejemplo entre el Príncipe y el Patriarca de Antioquía), y podía reclamar la regencia en caso de producirse una vacante o nulidad en las sucesiones.
Quizás Edesa era el estado más vinculado al Reino, a pesar de su distancia. Dos de sus primeros condes acabaron subiendo al trono de Jerusalén, y el condado fue concedido a Joscelino de Courtenay como un regalo real.
El Condado de Trípoli, el más cercano, a veces era considerado más como un señorío real que como un estado, si bien seguía teniendo cierto grado de independencia.
Antioquía fue prácticamente independiente desde su fundación, incluso antes que el Reino, y su primer gobernante era casi considerado como un rey (realmente fue el verdadero líder de la cruzada). Más adelante a veces tuvo que reconocer la soberanía bizantina o armenia.
Estos estados se regían por sus propios gobernantes, llevando a cabo su propia política exterior. Enviaban ayuda militar al Reino según su propia voluntad, en lugar de a través de la obligación feudal, por lo que generalmente se reconocen como independientes.

## Herencias en el Reino de Jerusalén
Los Señoríos del Reino de Jerusalén, teóricamente eran hereditarios, pero en la práctica, las circunstancias eran las que interrumpían o no las líneas sucesorias, contrariamente a los patrones de sucesión en Europa.
En primer lugar, en los primeros años del Reino, los señores buscaron sus propios territorios, cambiando los señoríos muchas veces de manos. En segundo lugar, la esperanza media de vida en Palestina era bastante baja, debido al estado constante de guerra y violencia, lo que llevó a que las mujeres fueran herederas y/o a la extinción de familias enteras en pocos años.
La sucesión de padre a hijo ocurría con menos frecuencia que en Europa. Al dar también el derecho de sucesión a las mujeres, apareció la posibilidad de que el monarca de turno recompensara los servicios, la lealtad y la capacidad, así como los logros de sus caballeros, concediéndole la mano en matrimonio y, por tanto, el señorío heredado a un "hombre nuevo".
Un típico patrón de sucesión fue que a un padre le siguiera su hija, hermana o sobrina, que entonces se casaba con un hombre digno de alguna recompensa, que luego se convertía en señor del territorio. Esto hizo de la sucesión algo imprevisible ocasionando que familias enteras cambiaran de territorios muy a menudo en tan solo una generación.
A veces las familias se extinguían, o se iban de Siria, o un pariente lejano llegaba para reclamar sus tierras, o, más generalmente, su monarca daba el señorío a otra familia. También a veces, un señor era condenado por traición, rebelión o alguna otra razón, y él y sus descendientes eran desheredados del señorío.
A veces, los señoríos vacantes pasaban a dominio real, aunque lo más normal es que otra persona recibiera el señorío. Uno puede llegar a pensar que no eran hereditarios, pero casi siempre su sucesión se llevaba a cabo de acuerdo con los derechos feudales de la herencia, eso sí, utilizando un número relativamente elevado de herederas.
Muchos de estos señoríos dejaron de existir después de la pérdida de Jerusalén en 1187, y el resto de ellos después de la caída de Acre en 1291, sin embargo, a menudo había caballeros chipriotas o europeos que reclamaban sus derechos, aún habiendo pasado décadas o siglos. Evidentemente, después de la pérdida de Siria, estas reclamaciones eran más bien por los títulos que por las tierras.

## Condado de Jaffa y Ascalón
Jaffa, en la costa mediterránea, fue fortificada después de la Primera Cruzada, y fue un estado independiente durante la revuelta de Hugo II de Jaffa en 1134. Posteriormente fue feudo generalmente directo de la familia real. Después de 1153 se convirtió en el doble Condado de Jaffa y Ascalón, cuando la fortaleza egipcia de Ascalón fue conquistada. Pasaba sucesivamente a control directo real o no, convirtiéndose en título honorífico después de la caída de Acre en 1291.
Poseía una serie de señoríos vasallos del Conde de Jaffa:

### Señorío de Ramla
Originalmente ocupada por el Obispo de Ramla-Lod, en 1126 pasó a formar parte de Jaffa, y se creó el señorío en 1134 después de la revuelta de Hugo II de Jaffa. El castillo de Ibelín estaba situado muy cerca, y posteriormente pasó a formar parte de las posesiones Ibelín, heredadas por Helvis de Ramala, hija de Balduino I de Ramla y esposa de Barisán de Ibelín.

### Señorío de Ibelín
El señorío de Ibelín también fue creado fuera de Jaffa (sobre 1140, o tal vez más temprano de la revuelta de 1134). El señorío se concedió a Barisán de Ibelín como recompensa a sus servicios, además su esposa Helvis de Ramala ya poseía las tierras cercanas. El castillo de Ramala, herencia de la otra familia, estaba cerca, y estos dos territorios juntos formaban una poderosa entidad. Balián de Ibelín se casó con María Comnena, viuda del rey Amalarico I de Jerusalén, llegando a ser los Ibelín la familia noble más poderosa del reino. Posteriormente gobernaron también sobre Beirut.

### Señorío de Mirabel
Mirabel se separó de Jaffa después de la revuelta de 1134, y fue concedida también a Barisán de Ibelín, si bien era independiente de Ibelín.

## Principado de Galilea
El Principado de Galilea fue creado por Tancredo de Hauteville en 1099. El principado se convirtió en el feudo de las familias Saint Omer, Montfaucon (Falcomberques) y luego, Bures, y su principal ciudad era Tiberíades, por lo que a veces también es llamado Señorío de Tiberíades. El Principado fue destruido por Saladino en 1187, aunque el título siguió siendo utilizado por los familiares y los jóvenes hijos de los Reyes de Chipre (los honoríficos Reyes de Jerusalén).
El Principado también tenía sus propios vasallos, el Señorío de Beirut, el Señorío de Nazaret y el Señorío de Haifa, que a menudo tenían sus propios sub-vasallos.

### Señorío de Beirut
Beirut fue capturado en 1110 y dado a Fulco de Guines. Es uno de los señoríos que más tiempo duró, sobreviviendo hasta el colapso final del reino en 1291, aunque sólo como una pequeña franja en la costa mediterránea en torno a Beirut. Era un punto estratégico en el comercio con Europa, y tenía sus propios vasallos dentro del Principado de Galilea.
Los sub-vasallos de Beirut fueron:

#### Señorío de Banias
Banias fue entregada a Balduino II de Jerusalén por los hashshashin en 1128. Hunfredo II de Torón fusionó Banias con Torón, hasta que cayó en manos de Nur al-Din en 1164. Cuando volvió a recuperarse formó parte del Señorío de Joscelino III de Edesa.

#### Señorío de Torón
El Castillo de Torón fue construido por Hugo de Saint Omer para ayudar en la captura de Tiro, y en 1107 fue concedido a Hunfredo I de Torón. Los señores de Torón eran muy influyentes en el reino; Hunfredo II de Torón fue Condestable de Jerusalén, al igual que Hunfredo III de Torón. Hunfredo IV de Torón se casó con Isabel de Jerusalén, la hija de Amalarico I de Jerusalén. Torón fue más tarde anexionada a los dominios reales de Tiro.
Torón tenía dos vasallos, el Señorío de Castel Neuf, que cayó en manos de Nur al-Din en 1167, y el Señorío de Maron, que fue vendido a los Caballeros Teutónicos en 1261.

### Señorío de Nazaret
Nazaret era la sede del Patriarca de Jerusalén, creado en 1115 como un señorío de Galilea por Tancredo de Hauteville.

### Señorío de Haifa
Haifa era un dominio eclesiástico gobernado por el Arzobispo de Nazaret, siendo vasallo del Principado de Galilea.

## Señorío de Sidón
Sidón fue capturado en 1110 y dado a Eustaquio de Grenier.

### Señorío de Schuf
Schuf fue un señorío vasallo del Señorío de Sidón creado en 1170. Estaba situado sobre la Cueva de Tirón. Julián de Sidón lo vendió a los Caballeros Teutónicos en 1256.

## Señorío de Transjordania
El Señorío de Transjordania, consistente en todas las tierras al este del río Jordán, fue uno de los más grandes e importantes señoríos. Se trataba de una importante fuente de ingresos debido a las numerosas rutas de caravanas musulmanas que pasaban por allí. El último señor, Reinaldo de Châtillon, recibió Transjordania al casarse con su heredera, Estefanía de Milly. Reinaldo se consideraba Príncipe de Transjordania, independiente del Rey de Jerusalén, y era especialmente hostil a los musulmanes. Fue en gran medida responsable de que Saladino invadiera el reino en 1187. Saladino conquistó gran parte de la zona en 1187 y ejecutó personalmente a Reinaldo en la Batalla de los Cuernos de Hattin.

## Otros principados

### Principado de Bethlehem
Balián de Ibelín (muerto el 19 de abril de 1316 en Kerynia), también fue Príncipe honorífico de Galilea.

## Otros señoríos

### Señorío de Adelon
Parece ser que este señorío fue creado después de que la capital del reino se trasladase a Acre gracias a la influencia del Emperador del Sacro Imperio Romano Germánico Federico II Hohenstaufen.
- Adán

- Inés con Teodorico de Termonde

- Daniel de Termonde

- Daniel II de Termonde

- Pedro

- Jordán

### Señorío de Arsuf
Arsuf, localizado al norte de Jaffa, (llamado Arsur por los cruzados) fue capturado en 1101 pero permaneció como dominio real hasta 1163, cuando fue nombrado señor Juan de Ibelín, Señor de Arsuf.
1163-?    : Juan de Arsuf
sin determinar : Teobaldo de Orguenes
hasta 1236 : Melisenda de Arsuf con Juan de Ibelín (el Viejo Señor de Beirut)
1236-1258 : Juan de Ibelín, Señor de Arsuf
1258-1261 : Balián de Ibelín
Desde 1261 el título fue honorífico.
1261-1277 : Balián de Ibelín
1277-1309 : Juan de Ibelín
1309-1333 : Balián de Ibelín
1333-1373 : Felipe de Ibelín

### Señorío de Bethsan
Bethsan fue ocupado por Tancredo de Hauteville en 1099; nunca fue parte de Galilea, a pesar de su localización, pero se convirtió en dominio real en 1101, probablemente hasta alrededor de 1120. Ocasionalmente pasaba a control real entre unos señores y otros.
- Adán de Béthune

- Adán II de Béthune

- Juan

- Guermond I de Béthune

- Hugo de Biblos

- Guatier

- Adán III de Béthune

- Guermond II Béthune

- Balduino

- Gautier

- Teobaldo

### Señorío de Blanchegarde
Blanchegarde fue construido por el rey Fulco de Jerusalén en 1142, como parte de dominio real, y fue gobernado por castellanos (señores del castillo). Se convirtió en un señorío en 1166, cuando se le dio a Gautier I de Brisebarre que se había visto obligado a abandonar Beirut.
1166-?    : Gautier I de Brisebarre
sin determinar : Gilles
hasta 1265 : Raúl
1265-?    : Aimerico Barlais

### Señorío de Cesarea
Cesarea fue conquistada en 1101 y dada al arzobispo de Cesarea. El primer señor pudo haber sido Arpin de Bourges, aunque habitualmente se considera que lo fue Eustaquio de Grenier.
- 1110-1123: Eustaquio de Grenier

- 1123-1154: Gautier I de Grenier

- 1154-1169: Hugo de Grenier

- en los años 1170: Amalarico de Grenier

- en los años 1180-1187: Gautier II de Grenier

- 1187-1219: Juliana de Grenier casada con:
  - 1192-1193: Guido de Brisebarre
  - 1193-1219: Aimaro de Lairon

- 1219-1229: Gutierre III de Grenier

- 1229-1239: Juan de Grenier

- 1239-1264: Margarita de Grenier junto a Juan de Alemán

- 1264-1266: Nicolás de Alemán

A partir de 1266 el título es honorífico.
- 1266-1277: Nicolás de Alemán

- 1384-?   : Juan de Nevilles

- sin datos exactos: Juan de Gorap

### Señorío de Caymont
Caymont fue creado para Balián de Ibelín después de la Tercera Cruzada, ya que Saladino le había arrebatado sus territorios. Luego pasó a ser dominio real.

### Señorío de Dera
Muy poco se sabe de este título, excepto que fue creado en 1118.

### Señorío de Hebrón
Hebrón fue uno de los primeros señoríos creados. Tuvo su propio vasallo, el Señorío de Beth Biblos, creado por Fulco de Jerusalén en 1149. Poco después, Hebrón pasó a ser dominio real y Beth Biblos pasó a los Hospitalarios. Desde 1149 estuvo bajo control real en diversas ocasiones.
- sobre 1099: Gerardo de Avesnes

- 1100-1101: Galdemar Carpenel

- 1101-1102: Roger de Haifa

- 1102-1104: dominio real.

- 1104-1104: Hugo I de San Abraham

- 1104-1108: dominio real.

- 1108-1118: Gautier Mahomet

- 1118-1120: dominio real.

- 1120-1136: Balduino de San Abraham

- 1136-1149: Hugo II de San Abraham

### Señorío de Montgisard
Montgisard fue construido como defensa ante Nur al-Din, y fue el sitio en donde tuvo lugar la Batalla de Montgisard contra Saladino en 1177.
- sobre 1155 : Guillermo

- Juan

- sobre 1198 : Aimaro

- sobre 1200 : Reinaldo

- sobre 1230 : Guillermo

- sobre 1240 : Roberto

- Enrique

- sobre 1300 : Balián

- Guillermo

- Balduino

- Roberto

- Juan

- sobre 1400 : Jaime

### Señorío de Nablus
Nablus fue capturada por Balduino I de Jerusalén, y poco después se creó un señorío independiente de Transjordania. Se perdió durante la conquista del Reino de Saladino.
- Pagan el Carnicero

- 1138-1144 : Guido de Milly

- 1144-1161 : Felipe de Milly

- Reina María Comnena, recibió el señorío como morgengabe de su primer marido Amalarico I de Jerusalén.

- 1171 : Balián de Ibelín, segundo marido de María Comnena.

- Estefanía de Ibelín

### Señorío de Scandeleon
Scandeleon se fundó en 1116 como dominio real. No llegó a ser un señorío hasta que no fue nombrado Guido de Scandeleon como señor.
- sobre 1150: Guido de Scandaleon

- Pedro

- sobre 1200: Raimundo

- Guillermo de Mandelee

- Raimundo

- sobre 1270: Felipe

- sobre 1300: Hunfredo

- sobre 1370: Eschiva

### Señorío de Tiro
Defendiendo el terreno, Conrado de Montferrato prácticamente creó este señorío durante la Tercera Cruzada. Prácticamente Tiro era la única ciudad, como tal, del reino. Tiro, siempre importante, había formado parte del dominio real, y después de Conrado, también pertenecía a los reyes en persona. Después de que el reino se trasladase a Acre, las coronaciones tuvieron lugar en Tiro. En algún momento después de 1246, Enrique I de Chipre (por entonces también regente de Jerusalén) entregó la ciudad a Felipe de Montfort por su apoyo a los Ibelín contra los imperialistas. La donación fue confirmada por Hugo III de Chipre en 1269, con una cláusula que permitía a Hugo recomprar el señorío, lo que sucedió en 1284, cuando lo recompró y se lo dio a su hermana Margarita, la Señora de Tiro.
- 1188-1192 : Conrado de Montferrato

- 1192-1198 : Enrique II de Champaña

- Amalarico de Lusignan

- dominio real

- 1247-1270 : Felipe de Montfort

- 1270-1283 : Juan de Montfort

- 1283-128/4 : Hunfredo de Montfort

- dominio real

- 1284-1286 : Margarita de Lusignan (muerta en 1308) y viuda de Juan de Montfort

- 1286-1291 : Amalarico de Lusignan, sobrino de Margarita de Lusignan.

Dede 1291 el título era honorífico.
- 1291-1310 : Amalarico de Lusignan.

### Señorío de Joscelino III de Edesa
Este señorío fue inusualmente creado para Joscelino III de Edesa, el Conde Honorífico de Edesa, el cual lo había perdido hacía algún tiempo. Fue creado en torno a 1176 cuando Joscelino se casó con Inés de Milly, y se formó tomando la tierra de dominio real alrededor de Acre. Joscelino solo tuvo hijas, que se casaron con miembros de las Familias Henneberg y Mandelee. Los herederos vendieron el señorío en 1220 a los Caballeros Teutónicos, que lo utilizaron como fortaleza en Outremer.